# Olexandra Kohut
Olexandra Zenovivna Kohut –en ucraniano, Олександра Зеновіївна Когут– (Lvov, 9 de diciembre de 1987) es una deportista ucraniana que compite en lucha libre. Ganó dos medallas en el Campeonato Mundial de Lucha, oro en 2010 y bronce en 2009, y cuatro medallas en el Campeonato Europeo de Lucha entre los años 2006 y 2012.

## Palmarés internacional
| Campeonato Mundial | Campeonato Mundial  | Campeonato Mundial | Campeonato Mundial |
| Año                | Lugar               | Medalla            | Categoría          |
| ------------------ | ------------------- | ------------------ | ------------------ |
| 2009               | Herning (Dinamarca) | Medalla de bronce  | 51 kg              |
| 2010               | Moscú (Rusia)       | Medalla de oro     | 51 kg              |
| Campeonato Europeo |                     |                    |                    |
| Año                | Lugar               | Medalla            | Categoría          |
| 2006               | Moscú (Rusia)       | Medalla de bronce  | 51 kg              |
| 2008               | Tampere (Finlandia) | Medalla de bronce  | 48 kg              |
| 2010               | Bakú (Azerbaiyán)   | Medalla de bronce  | 51 kg              |
| 2012               | Belgrado (Serbia)   | Medalla de plata   | 51 kg              |